# عصای شاهزاده

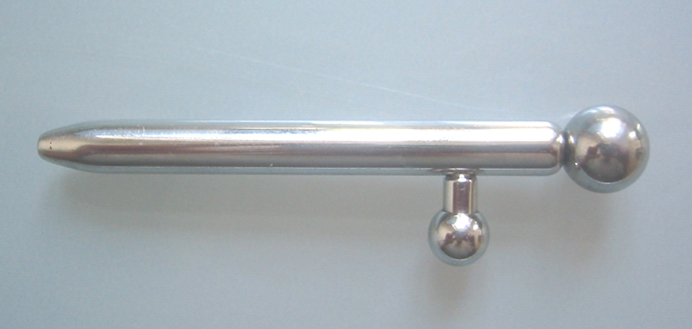
جواهر عصای شاهزاده

عصای شاهزاده (انگلیسی: Prince's wand) که با نام سوراخگیر آلت مردانه (انگلیسی: penis plug) نیز شناخته می‌شود، یکی از انواع جواهرات سوراخ‌کاری بدن است. این جواهر متشکل از یک لولهٔ توخالی با یک دندانه در انتهای آن است. این لوله در قسمت میزراه در آلت تناسلی مرد نصب می‌شود و دنبالهٔ آن از سوراخ‌کاری شاهزاده آلبرت خارج می‌شود. عصای شاهزاده می‌تواند میل جنسی را افزایش داده و سبب تحریک میزراه باشد. ظاهر این جواهر تقریباً همانند باتون پلیس است.